# Ha-Jamin he-chadaš
Ha-Jamin he-chadaš je izraelská pravicová strana, kterou v prosinci 2018 založili Ajelet Šakedová a Naftali Bennett. Strana si klade za cíl být pravicovou stranou otevřenou jak náboženským, tak sekulárním lidem. Ve volbách v dubnu 2019 strana nezískala žádný mandát, v následujících volbách v září 2019 získala tři mandáty, ve volbách v březnu 2020 si je udržela a ve volbách v roce 2021 získala sedm mandátů. V současnosti je jediným členem strany Jamina.

## Historie
Strana vznikla v prosinci 2018, když Naftali Bennett, Ajelet Šakedová a Šuli Mu'alem opustili Židovský domov, přičemž využili registraci nepoužívané strany Calaš.
Jako jeden z důvodů odchodu ze strany byla uvedena čistě náboženská povaha Židovského domova.
Dne 2. ledna 2019 bylo oznámeno, že do strany vstoupila Caroline Glick, sloupkařka deníku The Jerusalem Post. Dne 8. ledna 2019 vstoupila do strany aktivistka za práva neslyšících Širli Pinto; Šakedová prohlásila, že Pinto bude „účinnou obhájkyní práv lidí s postižením“.
Ve volbách v září 2019 se strana připojila k alianci Jamina spolu s Židovským domovem a Tkumou. Aliance se 10. října oficiálně rozdělila na dvě frakce (ha-Jamin he-chadaš a Židovský domov/Tkuma). Ha-Jamin he-chadaš se také neúspěšně pokusila vyjednat spojenectví se stranou Zehut.
Dne 8. listopadu 2019 oznámil premiér Benjamin Netanjahu, že se ha-Jamin he-chadaš spojí s jeho vládní stranou Likud, ačkoli Šakedová toto tvrzení následující den vyvrátila.
Před izraelskými parlamentními volbami v roce 2020 zahájila ha-Jamin he-chadaš jednání s Novou liberální stranou o volebním spojenectví. Bennett následně oslovil předsedu strany Zehut Mošeho Feiglina s nabídkou spojenectví, ten ji však odmítl.
Dne 14. ledna 2020 ha-Jamin he-chadaš oznámila, že vytvořila volební alianci s Tkumou. Dne 15. ledna strana reformovala Jaminu, ke které se opět připojil Židovský domov a Tkuma. Téhož dne Bennett odmítl možnost rozšíření aliance o stranu Ocma jehudit, a to i přes tlak Netanjahua. Dne 22. dubna bylo oznámeno, že Bennett „zvažuje všechny možnosti“ politické budoucnosti Jaminy, včetně odchodu z Netanjahuovy vlády, která se právě dohodla na vytvoření společné vlády s předsedou opoziční strany Kachol lavan Binjaminem Gancem, a vstupu do opozice. Bennett byl údajně nespokojen s rozhodnutím nové koaliční vlády zdržet se v otázce soudní reformy. Dne 14. května 2020 jediný poslanec Židovského domova v Knesetu Rafi Perec ukončil působení v Jamině a souhlasil, že se také připojí k nové Netanjahuově vládě. Dne 17. května 2020 se Bennett setkal s Gancem, který ho zároveň vystřídal ve funkci ministra obrany, a prohlásil, že obě strany Jaminy jsou nyní se „vztyčenou hlavou“ členy opozice.
Dne 9. května 2021 bylo oznámeno, že Bennett a předseda Ješ atid Ja'ir Lapid dosáhli významného pokroku v koaličních rozhovorech o sestavení nové izraelské vlády. Dne 30. května 2021, proti vůli svých voličů, se všichni kromě jednoho člena Knesetu za Jaminu dohodli, že podpoří vstup do koaliční vlády s Lapidem.

## Předsedové
| Předseda        | Nástup do úřadu | Konec v úřadu |
| --------------- | --------------- | ------------- |
| Naftali Bennett | 2018            | úřadující     |

## Poslanci Knesetu
| Rok       | Poslanci                                                                                          | Celkem |
| --------- | ------------------------------------------------------------------------------------------------- | ------ |
| 2018      | Naftali Bennett, Ajelet Šakedová, Šuli Mu'alem                                                    | 3      |
| 2019–2020 | Naftali Bennett, Ajelet Šakedová, Matan Kahana                                                    | 3      |
| 2020–2021 | Naftali Bennett, Ajelet Šakedová, Matan Kahana                                                    | 3      |
| 2021–     | Naftali Bennett, Ajelet Šakedová, Matan Kahana, Amichaj Šikli, Nir Orbach, Abir Kara, Idit Silman | 7      |

## Výsledky voleb do Knesetu
| Volby      | Předseda        | Hlasy               | %                   | Mandáty | +/– | Status          |
| ---------- | --------------- | ------------------- | ------------------- | ------- | --- | --------------- |
| duben 2019 | Naftali Bennett | 138 598             | 3,22 %              | 0/120   | ▼3  | mimoparlamentní |
| září 2019  | Naftali Bennett | Jako součást Jaminy | Jako součást Jaminy | 3/120   | ▲3  | předčasné volby |
| 2020       | Naftali Bennett | Jako součást Jaminy | Jako součást Jaminy | 3/120   | ▬0  | opozice         |
| 2021       | Naftali Bennett | Jako součást Jaminy | Jako součást Jaminy | 7/120   | ▲4  | koalice         |

## Názory
Názory ha-Jamin he-chadaš, jak jsou podrobně popsány na webových stránkách strany:
- Podpora spolupráce mezi náboženskými a sekulárními Židy.
- Země izraelská patří židovskému národu.
- Nesouhlas se založením Státu Palestina.
- Víra v ekonomický liberalismus.
- Víra v osobní svobodu a osobní odpovědnost.
- Izrael je národním státem židovského národa a pouze židovského národa.
- Úplná občanská práva menšin.
- Podpora židovské tradice.
- Odpor k soudcovskému aktivismu.
- Podpora high-tech průmyslu prostřednictvím laissez faire.
- Odpor proti zbytečné regulaci.
- Stát by se měl postarat o ty, kteří se o sebe nemohou postarat sami, zatímco ti, kteří jsou schopni pracovat, musí pracovat.